# Jättenålskinn
Jättenålskinn (Tubulicrinis chaetophorus) är en svampart som först beskrevs av Franz Xaver von Höhnel, och fick sitt nu gällande namn av Donk 1956. Jättenålskinn ingår i släktet stiftskinn och familjen Tubulicrinaceae.  Arten är reproducerande i Sverige. Inga underarter finns listade i Catalogue of Life.